# Troickoe (Territorio di Chabarovsk)
Troickoe (in russo Троицкое?) è un villaggio della Russia, situato nel Territorio di Chabarovsk. È il centro amministrativo del distretto Nanajskij.
Si trova sulle rive del fiume Amur, a nord-est di Chabarovsk.